# Martin Jágr
Pas d'image ? Cliquez ici

a Compétitions nationales et continentales officielles uniquement.

b Matchs officiels uniquement.
Dernière mise à jour le 3 juillet 2018.
Martin Jágr (dit Jaguar), né le 29 septembre 1979 à Prague, est un joueur de rugby à XV tchèque. Il joue en équipe de République tchèque et évolue au poste d'ailier au sein de l'effectif de l'Union Bordeaux Bègles. Il rejoint le Stade montois pour la saison 2011-2012 dans le cadre d'un contrat de 2 ans.

## Carrière
- 1998-2000 : Sparta Prague  Tchéquie
- 2000-2001 : Pontypool RFC  Pays de Galles
- 2001-2009 : RC Toulon  France
- 2009-2011: Union Bordeaux Bègles  France
- 2011-2014 : Stade montois  France
- 2014-2015 : Rugby club Hyères-Carqueiranne-La Crau  France

## Palmarès
- Vainqueur du Championnat de France de Pro D2 en 2005 et 2008
- Vainqueur du Championnat de République tchèque en 1998 et 1999
- Vainqueur de la finale d'accession au Top 14 en 2011 (non-présent sur la feuille de match)
- Vainqueur de la finale d'accession au Top 14 en 2012 (deux essais en finale à Chaban Delmas)

## Distinctions personnelles
- Champion de France Fédérale 2 en tant qu'entraîneur des lignes arrières (RCHCC) : (2016-2017)
- Meilleur marqueur d'essais de Pro D2 : 2005 (16, soit 4 de plus que les seconds Julien Saubade et Patrice Serre)[3], 2008 (12, ex æquo avec Florian Ninard)[4]
  - 2e : 2004 (10, ex æquo avec Ludovic Saunier et Clément Fromont, soit 3 de moins que le premier Raphaël Bastide)[5], 2007 (11, soit 1 de moins que le premier Fero Lasagavibau)[6]
- Meilleur Joueur tchèque : 2005, 2006, 2007
- 2e meilleur joueur tchèque : 2003
- 3e meilleur joueur tchèque : 2002
- Meilleur marqueur d'essais du Championnat tchèque : 1998, 1999, 2000

## Statistiques en équipe nationale
- Équipe de République tchèque – de 21 ans
- Capitaine de l'équipe de République tchèque – de 19 ans